# Literaturca Verlag
Der Literaturca Verlag ist ein deutscher Buchverlag in Frankfurt am Main, der in erster Linie türkische Literatur in deutscher Übertragung herausgibt. Er wurde 2001 von der gebürtigen Ungarin Beatrix Caner und dem in Istanbul geborenen Mesut Caner gegründet. Erklärtes Ziel ist die „Übersetzung der besten Literatinnen und Literaten aus der Türkei“.

## Verlagsgeschichte
Mesut Caner, ursprünglich Systemanalytiker,  hatte zunächst einen Versandbuchhandel für türkischsprachige Literaturerzeugnisse betrieben und öffentliche Bibliotheken Deutschlands beliefert. Heute ist er Inhaber des von ihm gegründeten Unternehmens. Beatrix Caner ist Turkologin und hatte sich bereits vor ihrer Verlegertätigkeit jahrzehntelang mit türkischer Literatur beschäftigt. Viele der bei Literaturca erschienenen Übersetzungen aus dem Türkischen stammen von ihr.

## Autoren
Zu den Autoren, die seit 2001 bei Literaturca zumeist erstmals in deutscher Sprache veröffentlicht wurden, gehören Nermin Abadan-Unat, Erendiz Atasü, Murat Gülsoy, Feyzâ Hepçilingirler, Bilge Karasu, Cemil Kavukcu, Pınar Kür, Ayse Kulin, Ayla Kutlu, Nezihe Meriç, Çetin Öner, Demir Özlü, Rita Rosen, Elif Shafak, Ahmet Hamdi Tanpınar, Tomris Uyar und Sadık Yalsızuçanlar.